# R. c. Hutchinson
R. c. Hutchinson est un arrêt de principe de la Cour suprême du Canada rendu en 2014 sur l'agression sexuelle et le consentement en vertu du Code criminel, et plus particulièrement sur le vice du consentement sexuel qui résulte du sabordage de préservatifs.

## Les faits
Craig Hutchinson, l'accusé, a eu des relations sexuelles avec sa partenaire, qui avait accepté à la condition qu'il utilise un préservatif. Cependant, à son insu, il y avait percé des trous, ce qui a fait que la plaignante est tombée enceinte.

## Procès
Lors de son premier procès en 2009, il a été jugé non coupable, mais le ministère public a fait appel de la décision devant la Cour d'appel, qui a accueilli le pourvoi et a ordonné un nouveau procès.
Lors de son second procès, il a été accusé d'agression sexuelle grave. Il a été jugé non coupable d'agression sexuelle grave, mais coupable d'agression sexuelle.

## Appel
Hutchinson a interjeté appel devant la Cour d'appel de la Nouvelle-Écosse. Les juges majoritaires ont conclu que l'utilisation ou la non-utilisation d'un préservatif était une caractéristique essentielle des rapports sexuels et que le consentement à l'un ne s'appliquait pas à l'autre.

## Jugement de la Cour suprême
La Cour a rejeté le pourvoi du défendeur et a confirmé sa condamnation pour agression sexuelle.

## Motifs du jugement
La Cour suprême a jugé que le consentement de la plaignante à des activités sexuelles avec le défendeur avait été vicié par la fraude lorsqu'il avait percé des trous dans son préservatif.
La Cour suprême, appliquant les articles 273.1 (1) et 265(3) du Code criminel, a établi un critère en deux volets pour déterminer si un plaignant avait consenti à une activité sexuelle. Elle a jugé que les tribunaux doivent évaluer :
1. La plaignante a-t-elle accepté les attouchements, sa nature sexuelle et l'identité du partenaire (selon l'article 273.1 C.cr.), et si elle l'a fait,
2. Cet accord volontaire est-il entaché d'un des facteurs prévus à l'art. 265(3) C.cr.?

Les facteurs prévu à l'art. 265 (3) C.cr. sont :

« a) soit de l’emploi de la force envers le plaignant ou une autre personne;
b) soit des menaces d’emploi de la force ou de la crainte de cet emploi envers le plaignant ou une autre personne;
c) soit de la fraude;
d) soit de l’exercice de l’autorité. »

La Couronne a le fardeau de prouver hors de tout doute raisonnable soit que la condition #1 n'est pas atteinte ou que la condition #2 est atteinte.
Sur le fondement de ce critère à deux volets, la majorité a confirmé la condamnation de Hutchinson. Cependant, la Cour a notamment refusé de prendre en compte le sabotage du préservatif dans le premier volet du critère et a rejeté l'analyse de la Cour d'appel fondée sur les « caractéristiques essentielles ». Les juges majoritaires ont statué que l'accusé ne peut être tenu responsable d'agression sexuelle en vertu du paragraphe 273.1(1) C.cr. si le ou la plaignante consent à l'acte physique précis que l'accusé a commis sur il ou elle.
La Cour a statué que 273.1 (1) C.cr., qui dispose que « le consentement consiste [...] en l’accord volontaire du plaignant à l’activité sexuelle », doit être interprété de manière restrictive afin d'éviter de créer une insécurité juridique. En tant que telle, l'activité sexuelle doit être interprétée comme ne signifiant que l'acte sexuel physique spécifique, et non comme incluant d'autres « caractéristiques essentielles » sur lesquelles la plaignante peut avoir fondé son consentement. Celles-ci, a déclaré la Cour, seraient mieux évaluées sous la partie « fraude » du volet relatif à l'art. 265 (3) C.cr. du critère.

## Jugement concordant quant au résultat
Les juges Abella et Moldaver ont rédigé une des motifs concordants quant au résultat et ont exprimé leur désaccord avec les juges majoritaires sur la question de savoir si le sabotage du préservatif aurait dû être évalué sous le premier ou le deuxième volet. Ils auraient souscrit à l'analyse des « caractéristiques essentielles » de la Cour d'appel et l'auraient considérée sous le premier volet.

## Distinction avec l'arrêt Hutchinson dans l'arrêt R. c. Kirkpatrick
Dans l'arrêt R. c. Kirkpatrick de 2022, les juges majoritaires de la Cour suprême ont établi une distinction avec l'affaire Hutchinson, dans une affaire où la femme voulait que l'homme porte le condom mais où l'homme ne l'a pas fait et où il a ensuite éjaculé en elle sans le port du condom. La Cour conclut qu'il s'agit d'une agression sexuelle au motif que l'activité sexuelle avec port du condom est un acte physique différent que l'activité sexuelle sans port du condom. Le jugement n'est donc pas fondé sur la fraude au consentement (où il y a une exigence d'une preuve de malhonnêteté), comme dans Hutchinson. Mais l'arrêt Hutchinson n'est pas infirmé en cas de sabordage de préservatifs. Les juges minoritaires auraient aussi reconnu la culpabilité de l'accusé, mais pour des motifs identiques à l'arrêt Hutchinson et ils n'auraient pas établi de distinction.